# Louis Clark
Louis Clark (Kempston, 27 de febrero de 1947 – Elyria, 13 de febrero de 2021) fue un músico, teclista y arreglista británico, conocido por su trabajo con la banda Electric Light Orchestra y por su obra Hooked on Classics. Además, ha participado como arreglista en álbumes de artistas como: Ozzy Osbourne, Roy Orbison, America o Roy Wood.

## Biografía

### Carrera
Clark fue el director y arreglista de la orquesta contratada para respaldar el sonido de Electric Light Orchestra, introducida en su álbum Eldorado en 1974. Ayudó a Jeff Lynne y a Richard Tandy a crear los arreglos de cuerda de los álbumes de estudio Eldorado, Face the Music, A New World Record, Out of the Blue, Discovery y Xanadu. Posteriormente tocó los sintetizadores para la banda durante su gira Time. En 1983 participó en la grabación del álbum Secret Messages y en la consecuente gira.
Se desempeñó como arreglista para otros artistas y bandas como Ozzy Osbourne, Roy Orbison, Roy Wood, America, Kiki Dee y Asia, además de estar vinculado con la Royal Philharmonic Orchestra y la English Pops Orchestra.

### Fallecimiento
Clark murió el 13 de febrero de 2021 en Elyria, Ohio a los setenta y tres años. Aunque no se ha confirmado la causa del deceso, el músico venía experimentando problemas renales. Su fallecimiento fue anunciado por su esposa Gloria a través de su perfil de Facebook.

## Discografía

### Como arreglista
Con Roy Orbison
- Mystery Girl (Virgin Records, 1988)

Con Ozzy Osbourne
- Diary of a Madman (Jet Records, 1981)
- Bark at the Moon (Epic Records & Columbia Records, 1983)

Con Roy Wood
- Starting Up (Legacy Records, 1987)

Con Kelly Groucutt
- Kelly (RCA Records, 1982)

Con America
- Your Move (Capitol Records, 1983)

Con Kiki Dee
- How Much Fun (co-arranged with Richard Tandy)

Con Carl Wayne
- Deeper than Love (Jet Records, 1982)
- Midnight Blue (Jet Records, 1982)

Con Juan Martin
- Serenade, Love Theme From The Thorn Birds (WEA Records, 1984)

Con Asia
- Astra (Geffen Records, 1985)

Con Mike Berry
- I'm a Rocker (Scramble Records, 1977)

Con Simone
- Flattery (Spiral Records, 1977)

Con Renaissance
- Live at the Royal Albert Hall (King Biscuit Flower Hour Records, 1997)

Con City Boy
- Book Early (Vertigo Records, 1977)
- The Day the Earth Caught Fire (Vertigo Records, 1979)